# Nals
Nals (wł. Nalles) – miejscowość i gmina we Włoszech, w regionie Trydent-Górna Adyga, w prowincji Bolzano.
Liczba mieszkańców gminy wynosiła 1761 (dane z roku 2009). Język niemiecki jest językiem ojczystym dla 94,62, włoski dla 5,05%, a ladyński dla 0,33% mieszkańców (2001).